# Orlinda
Orlinda – miasto w Stanach Zjednoczonych, w stanie Tennessee, w hrabstwie Robertson.